# Даниил Медведев
Даниил Сергеевич Медведев (на руски: Дании́л Серге́евич Медве́дев), латиница (Daniil Medvedev) е руски тенисист, роден на 11 февруари 1996 г. в Москва, Русия.

## Биография
Даниил Медведев е роден на 11 февруари 1996 г. в Москва, Русия, в семейството на Сергей Медведев и Олга Медведева. Бащата на Даниил е компютърен инженер, развива собствен бизнес за продажба на строителни материали от средата на 1980-те до началото на 2010 г. Даниил Медведев има две по-големи сестри на име Юлия и Елена, съответно с 12 и 8 години по-големи от него. Когато е на 6 години, майка му забелязва реклама за групови уроци по тенис в басейна, където той взима уроци по плуване. Баща му го насърчава да се запише. Първият учител по тенис на Медведев е Екатерина Крючкова, бивш треньор на професионалната тенисистка Вера Звонарьова и други. Другите детски дейности на Даниил освен спорта включват уроци по клавесин и китара.
Медведев учи физика и математика в специализирано училище, преди да завърши преждевременно и да запише икономика и търговия в Московския държавен институт за международни отношения. По-късно той прекъсва, за да се съсредоточи върху тениса. След това преминава в Руския държавен университет по физическо възпитание, спорт, младеж и туризъм, където получава диплома за треньор. Със семейството си се премества в Антиб, Франция, където тренира в местната тенис академията. Оттогава родителите му живеят във Франция като пенсионери. В резултат на това, че живее предимно в чужбина след навършване на 18 години, Медведев може да говори свободно френски и английски, освен родния си руски.
Медведев се жени за приятелката си Дария Чернишкова, възпитаничка на Московския държавен университет и бивша юношеска тенисистка, в Москва на 12 септември 2018 г. На 14 октомври 2022 г. те обявяват раждането на дъщеря им.

## Кариера

### Младша кариера
Даниил Медведев играе първия си мач за юноши през юли 2009 г. на 13-годишна възраст на турнир за 4 клас в Естония. През декември 2010 г. той печели първата си титла за юноши като квалификант на едва третия си турнир.

### Професионална кариера
Даниил Медведев прави своя дебют в основната схема на ATP на Кремлин къп 2015, партнирайки на Аслан Карацев в турнира на двойки. Двамата побеждават Александър Бури и Денис Истомин в първия кръг, но са победени от Раду Албот и Франтишек Чермак във втория кръг.
Като квалификант той прави своя дебют в основната схема на ATP на сингъл на 2016 в Ница Оупън, губейки от Гуидо Пела в три сета. Три седмици по-късно той печели първата си сингъл победа в ATP World Tour на 2016 Рикох Оупън, побеждавайки Орасио Зебалос в два сета.
Медведев е дисквалифициран от втория кръг на турнира Савана Чалънджър (в Джорджия, САЩ) за коментари, които прави, след като съдията отсъжда в полза на опонента му. Медведев смята, че е спечелил точка за пробив срещу сервиса на опонента му Доналд Йънг, но съдията на стола Санди Френч преценява, че неговият удар е излязъл в аут. След това Медведев казва, че Йънг и Френч са приятели. Тъй като и двамата са чернокожи, той е дисквалифициран по средата на мача за предполагаемо „поставяне на съмнение в безпристрастността на съдията въз основа на неговата раса“.
През януари 2017 г. Медведев достига първия си финал на ATP на сингъл. На финала на Ченай Оупън той губи от Роберто Баутиста Агут в два сета. В резултат на това Медведев се изкачва с 34 позиции от 99 на 65 в класацията на ATP, което е нов връх в кариерата му. През февруари той стига до четвъртфиналите както на Оупън Сюд дьо Франс, така и на Оупън 13, като губи съответно от Жо-Вилфрид Цонга и Лука Пуи.

## Кариерна статистика

#### Титли отГолям шлем(1)
| година | турнир | съперник       | резултат      |
| ------ | ------ | -------------- | ------------- |
| 2021   | ОП САЩ | Новак Джокович | 6–4, 6–4, 6–4 |

#### Финали на турнири отГолям шлем(5)
| година | турнир       | съперник       | резултат                     |
| ------ | ------------ | -------------- | ---------------------------- |
| 2019   | ОП САЩ       | Рафаел Надал   | 5–7, 3–6, 7–5, 6–4, 4–6      |
| 2021   | ОП Австралия | Новак Джокович | 5–7, 2–6, 2–6                |
| 2022   | ОП Австралия | Рафаел Надал   | 6–2, 7–6(7–5), 4–6, 4–6, 5–7 |
| 2023   | ОП САЩ       | Новак Джокович | 3–6, 6–7(5–7), 3–6           |
| 2024   | ОП Австралия | Яник Синер     | 6–3, 6–3, 4–6, 4–6, 3–6      |

#### Титли от Финалния турнир наСветовния Тур на ATP(1)
| година | място  | финален турнир    | съперник във финала | резултат           |
| ------ | ------ | ----------------- | ------------------- | ------------------ |
| 2020   | Лондон | Тенис Мастърс Къп | Доминик Тийм        | 4–6, 7–6(7–2), 6–4 |

#### Финали на Финалния турнирСветовния Тур на ATP(1)
| година | място  | финален турнир    | съперник във финала | резултат |
| ------ | ------ | ----------------- | ------------------- | -------- |
| 2021   | Торино | Тенис Мастърс Къп | Александър Зверев   | 4–6, 4–6 |

#### Титли оттурнири от сериите Мастърс(6)
| година | турнир          | съперник във финала | резултат      |
| ------ | --------------- | ------------------- | ------------- |
| 2019   | Синсинати Оупън | Давид Гофен         | 7–6(7–3), 6–4 |
| 2019   | Шанхай Мастърс  | Александър Зверев   | 6–4, 6–1      |
| 2020   | Париж Мастърс   | Александър Зверев   | 5–7, 6–4, 6–1 |
| 2021   | Канада Оупън    | Райли Опелка        | 6–4, 6–3      |
| 2023   | Маями Оупън     | Яник Синер          | 7–5, 6–3      |
| 2023   | Италия Оупън    | Холгер Руне         | 7–5, 7–5      |

#### Финали натурнири от сериите Мастърс(3)
| година | турнир            | съперник във финала | резултат      |
| ------ | ----------------- | ------------------- | ------------- |
| 2019   | Канада Оупън      | Рафаел Надал        | 3–6, 0–6      |
| 2021   | Париж Мастърс     | Новак Джокович      | 6–4, 3–6, 3–6 |
| 2023   | Индиън Уелс Оупън | Карлос Алкарас      | 3–6, 2–6      |
| 2024   | Индиън Уелс Оупън | Карлос Алкарас      | 6–7(5–7), 1–6 |

### ATP финали (20 титли; 38 финала)
|        | П–З   | Година | Турнир                  | Клас         | Настилка   | Опонент               | Резултат                     |
| ------ | ----- | ------ | ----------------------- | ------------ | ---------- | --------------------- | ---------------------------- |
| Загуба | 0–1   | 2017   | Махаращра Оупън         | 250 серии    | Твърда     | Роберто Баутиста Агут | 3–6, 4–6                     |
| Победа | 1–1   | 2018   | Сидни Интернешънъл      | 250 серии    | Твърда     | Алекс де Минор        | 1–6, 6–4, 7–5                |
| Победа | 2–1   | 2018   | Уинстън-Сейлъм Оупън    | 250 серии    | Твърда     | Стив Джонсън          | 6–4, 6–4                     |
| Победа | 3–1   | 2018   | Япония Оупън            | 500 серии    | Твърда (з) | Кей Нишикори          | 6–2, 6–4                     |
| Загуба | 3–2   | 2019   | Бризбън Интернешънъл    | 250 серии    | Твърда     | Кей Нишикори          | 4–6, 6–3, 2–6                |
| Победа | 4–2   | 2019   | София Оупън             | 250 серии    | Твърда (з) | Мартон Фучович        | 6–4, 6–3                     |
| Загуба | 4–3   | 2019   | Барселона Оупън         | 500 серии    | Клей       | Доминик Тийм          | 4–6, 0–6                     |
| Загуба | 4–4   | 2019   | Вашингтон Оупън         | 500 серии    | Твърда     | Ник Кириос            | 6–7(6–8), 6–7(4–7)           |
| Загуба | 4–5   | 2019   | Канада Оупън (Монреал)  | Мастърс 1000 | Твърда     | Рафаел Надал          | 3–6, 0–6                     |
| Победа | 5–5   | 2019   | Синсинати Оупън         | Мастърс 1000 | Твърда     | Давид Гофен           | 7–6(7–3), 6–4                |
| Загуба | 5–6   | 2019   | ОП САЩ                  | Голям шлем   | Твърда     | Рафаел Надал          | 5–7, 3–6, 7–5, 6–4, 4–6      |
| Победа | 6–6   | 2019   | Санкт Петербург Оупън   | 250 серии    | Твърда (з) | Борна Чорич           | 6–3, 6–1                     |
| Победа | 7–6   | 2019   | Шанхай Мастърс          | Мастърс 1000 | Твърда     | Александър Зверев     | 6–4, 6–1                     |
| Победа | 8–6   | 2020   | Париж Мастърс           | Мастърс 1000 | Твърда (з) | Александър Зверев     | 5–7, 6–4, 6–1                |
| Победа | 9–6   | 2020   | Мастърс Къп (Лондон)    | ATP Финали   | Твърда (з) | Доминик Тийм          | 4–6, 7–6(7–2), 6–4           |
| Загуба | 9–7   | 2021   | ОП Австралия            | Голям шлем   | Твърда     | Новак Джокович        | 5–7, 2–6, 2–6                |
| Победа | 10–7  | 2021   | Оупън 13                | 250 серии    | Твърда (з) | Пиер-Хюг Хербер       | 6–4, 6–7(4–7), 6–4           |
| Победа | 11–7  | 2021   | Майорка Оупън           | 250 серии    | Трева      | Сам Куери             | 6–4, 6–2                     |
| Победа | 12–7  | 2021   | Канада Оупън (Торонто)  | Мастърс 1000 | Твърда     | Райли Опелка          | 6–4, 6–3                     |
| Победа | 13–7  | 2021   | ОП САЩ                  | Голям шлем   | Твърда     | Новак Джокович        | 6–4, 6–4, 6–4                |
| Загуба | 13–8  | 2021   | Париж Мастърс           | Мастърс 1000 | Твърда (з) | Новак Джокович        | 6–4, 3–6, 3–6                |
| Загуба | 13–9  | 2021   | Мастърс Къп (Торино)    | ATP Финали   | Твърда (з) | Александър Зверев     | 4–6, 4–6                     |
| Загуба | 13–10 | 2022   | ОП Австралия            | Голям шлем   | Твърда     | Рафаел Надал          | 6–2, 7–6(7–5), 4–6, 4–6, 5–7 |
| Загуба | 13–11 | 2022   | Росмален Чемпиъншипс    | 250 серии    | Трева      | Тим ван Райтховен     | 4–6, 1–6                     |
| Загуба | 13–12 | 2022   | Хале Оупън              | 500 серии    | Трева      | Хуберт Хуркач         | 1–6, 4–6                     |
| Победа | 14–12 | 2022   | Лос Кабос Оупън         | 250 серии    | Твърда     | Камерън Нори          | 7–5, 6–0                     |
| Победа | 15–12 | 2022   | Виена Оупън             | 500 серии    | Твърда (з) | Денис Шаповалов       | 4–6, 6–3, 6–2                |
| Победа | 16–12 | 2023   | Ротердам Оупън          | 500 серии    | Твърда (з) | Яник Синер            | 5–7, 6–2, 6–2                |
| Победа | 17–12 | 2023   | ATP Катар Оупън         | 250 серии    | Твърда     | Анди Мъри             | 6–4, 6–4                     |
| Победа | 18–12 | 2023   | Дубай Тенис Чемпиъншипс | 500 серии    | Твърда     | Андрей Рубльов        | 6–2, 6–2                     |
| Загуба | 18–13 | 2023   | Индиън Уелс Оупън       | Мастърс 1000 | Твърда     | Карлос Алкарас        | 3–6, 2–6                     |
| Победа | 19–13 | 2023   | Маями Оупън             | Мастърс 1000 | Твърда     | Яник Синер            | 7–5, 6–3                     |
| Победа | 20–13 | 2023   | Италия Оупън            | Мастърс 1000 | Клей       | Холгер Руне           | 7–5, 7–5                     |
| Загуба | 20–14 | 2023   | ОП САЩ                  | Голям шлем   | Твърда     | Новак Джокович        | 3–6, 6–7(5–7), 3–6           |
| Загуба | 20–15 | 2023   | Чайна Оупън             | 500 серии    | Твърда     | Яник Синер            | 6–7(2–7), 6–7(2–7)           |
| Загуба | 20–16 | 2023   | Виена Оупън             | 500 серии    | Твърда (з) | Яник Синер            | 6–7(7–9), 6–4, 3–6           |
| Загуба | 20–17 | 2024   | ОП Австралия            | Голям шлем   | Твърда     | Яник Синер            | 6–3, 6–3, 4–6, 4–6, 3–6      |
| Загуба | 20–18 | 2024   | Индиън Уелс Оупън       | Мастърс 1000 | Твърда     | Карлос Алкарас        | 6–7(5–7), 1–6                |
| Загуба | 20–19 | 2025   | Хале Оупън              | 500 серии    | Трева      | Александър Бублик     | 3–6, 6–7(4–7)                |